# Política de los Estados Unidos

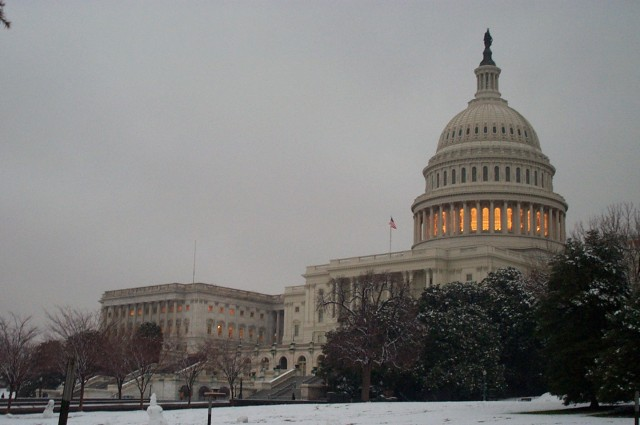
Vista del Capitolio de Washington D. C.

El gobierno de los Estados Unidos se fundamenta en una anatomía, presidencial y federal. Su gobierno tiene unos poderes limitados enumerados en la Constitución de los Estados Unidos. Su forma de gobierno es conocida como democracia presidencialista porque hay un presidente. La elección del presidente es indirecta a través de compromisarios o grandes electores.
Los poderes del presidente alcanzan no solo la jefatura del Estado, sino también el poder ejecutivo y la capacidad de algunas decisiones del poder legislativo. Hay niveles del gobierno: el nivel federal, el nivel estatal, y el nivel condal o local. Los líderes de estas administraciones territoriales son elegidos por votantes por sufragio universal o designados por otros oficiales elegidos. Casi todos los oficios se deciden por una pluralidad de votos para un candidato. Los candidatos ganan las elecciones, no los partidos políticos, cuya influencia y organización es menor que en otros sistemas democráticos como los de Europa. Todos los estadounidenses tienen derecho al voto a partir de los dieciocho años. Existen límites en el derecho de voto para quienes están en prisión por cometer crímenes que lleven aparejada como pena accesoria la restricción del voto; en algunos estados la legislación penal y penitenciaria restringe el derecho de voto aun a pesar de haber cumplido la condena y los residentes de las dependencias y del distrito federal están representados solo con un delegado al Congreso que no vota. Para ejercer el derecho a voto hay que inscribirse en un registro de votantes.
El país está integrado por 50 estados autónomos en su régimen interno. Los principales partidos políticos son el Partido Republicano y el Partido Demócrata, que dominan la escena política por lo que algunos consideran el sistema de este país como una democracia bipartidista. Otros partidos de menor importancia son el Partido Verde, el Partido de la Constitución y el Partido Libertario. Sin embargo prácticamente no tienen representatividad en virtud de que el partido Demócrata y el Republicano tienen más del 95 % de la representación territorial.
La Constitución de Estados Unidos, del 17 de septiembre de 1787 con sus siete artículos y sus veintisiete enmiendas posteriores, define que Estados Unidos es una República con un sistema representativo y federal con tres poderes definidos, separados, que se equilibran entre ellos y administrado en su rama ejecutiva por un presidente elegido para un período de cuatro años con una posible reelección por un solo término más.
El presidente tiene las atribuciones de jefe de Estado y de Gobierno, además de ser el comandante en jefe del Ejército. Es también el jefe del Poder Ejecutivo que está investido en él y que ejerce por sí y con el vicepresidente y los miembros del Gabinete, los jefes de los departamentos ejecutivos, que son 15: Estado, Tesoro, Defensa, Justicia, Seguridad Nacional, Interior, Agricultura, Comercio, Trabajo, Salud y Servicios Sociales, Educación, Vivienda y Desarrollo Urbano, Transporte, Energía y Asuntos de los Veteranos.

## Sufragio electoral

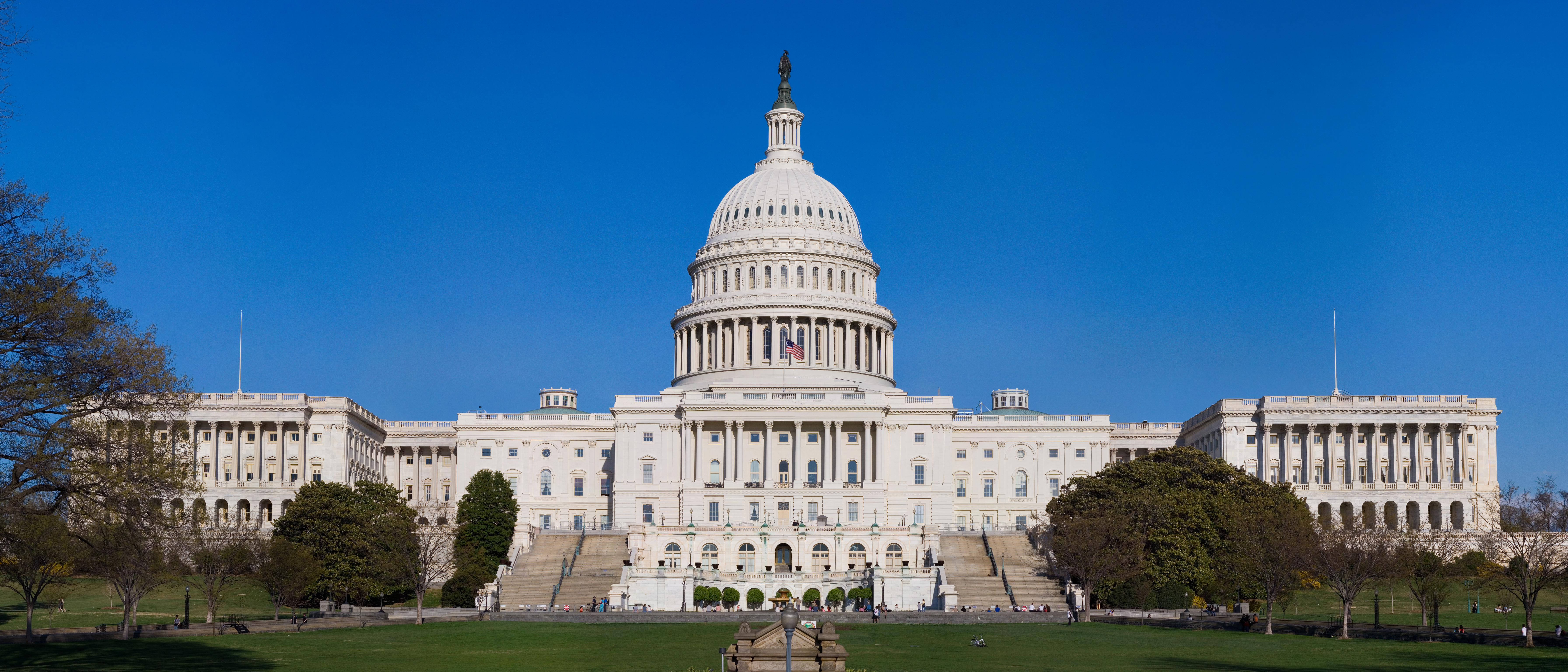
Capitolio de los Estados Unidos, símbolo del poder legislativo.

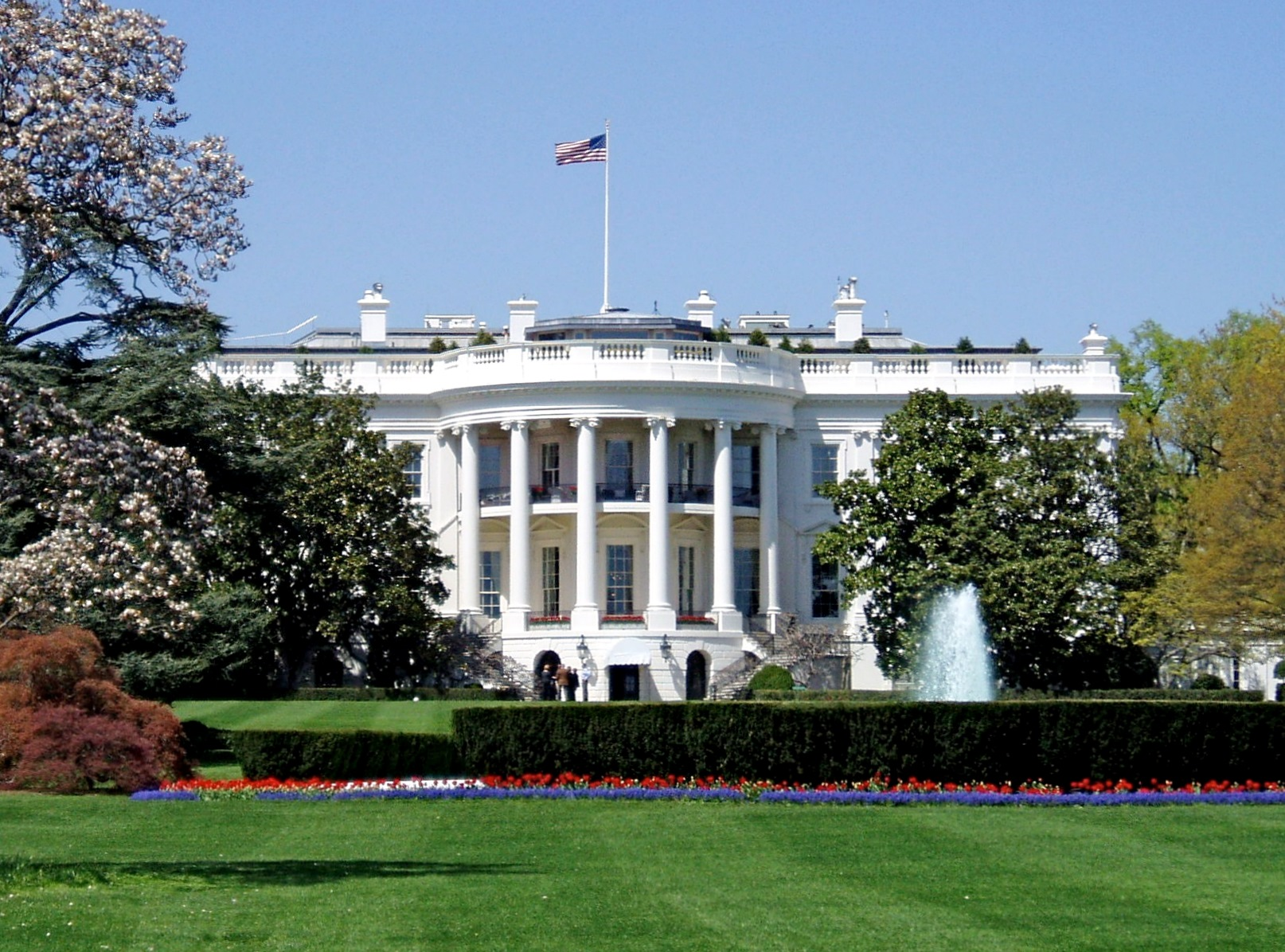
Casa Blanca, símbolo del poder ejecutivo.

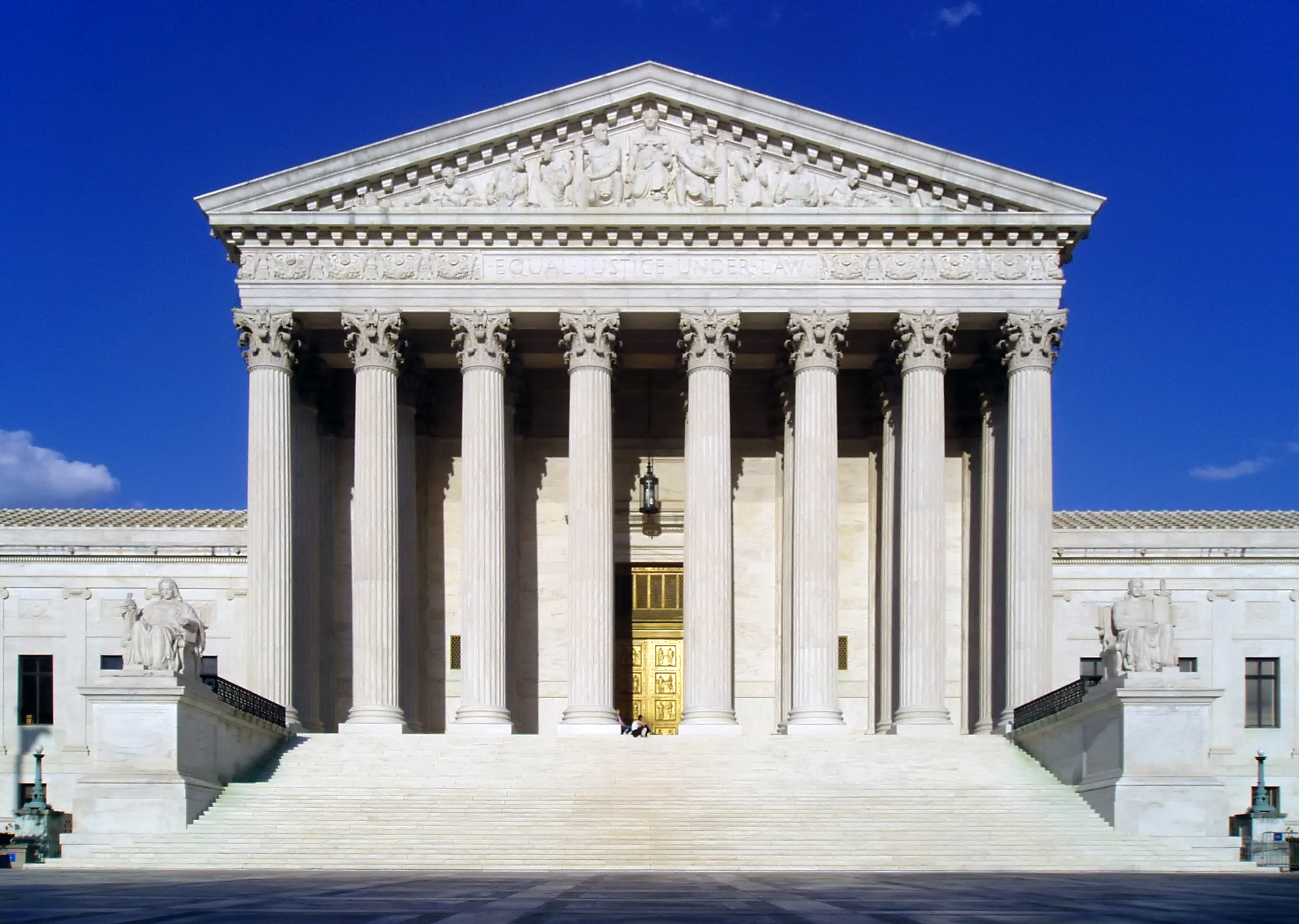
Edificio de la Corte Suprema de Estados Unidos, símbolo del poder Judicial.

Los estadounidenses acuden a las urnas el primer martes de noviembre cada cuatro años (coincidiendo con los años múltiplos de cuatro) para elegir un nuevo presidente de los Estados Unidos. El partido ganador de la elección popular tiene derecho a mandar a los electores de su partido al colegio electoral que elegirá al presidente. El número de los compromisarios varía según la población estatal.

### Funcionamiento
Existen 538 votos electorales divididos entre los 50 estados y el Distrito de Columbia. Cada estado tiene un elector por cada uno de sus miembros en el Congreso: uno por cada legislador de la Cámara de Representantes (determinado por la población estatal) y uno por cada senador (cada estado tiene dos). Un candidato necesita la mitad más uno de los votos electorales, es decir 270, para llegar a la presidencia.
La mayoría de los estados conceden todos sus votos electorales al candidato que ha ganado la votación popular en el estado. Los electores luego emiten dos votos cada uno: uno para presidente y el otro para vicepresidente.

### Funciones del presidente
El presidente tiene el poder de nombrar a los miembros del gabinete, que serán aprobados por el Senado, así como proponer los cargos para jueces de la Corte Suprema, que deberán ser aprobados por el Senado. Tiene también la facultad de vetar las leyes que se hayan aprobado en el Congreso.

### Escenario de hipotético empate electoral
Si dos candidatos presidenciales reciben la misma cantidad de votos electorales, la Cámara de Representantes decidirá quién se convierte en presidente y el Senado hará lo propio con el vicepresidente. Esto, si ninguna de las votaciones estatales es impugnada. En los comicios de 2000 varias votaciones estatales fueron impugnadas.

### Elecciones ganadas por votos electorales vs. voto popular
Cuatro veces, la más reciente en 2016, cuando el candidato del Partido Republicano, Donald Trump, se convirtió en el 45.° presidente de los Estados Unidos, cuando fue elegido por 304 votos electorales contra 227 votos de la candidata del Partido Demócrata y ex primera dama de Estados Unidos, Hillary Clinton, a pesar de que esta última ganó en el voto popular (recordar que se necesita un mínimo de 270 votos electorales para ser elegido). Clinton obtuvo 65 853 516 votos populares (48,18 %) y Trump 62 984 825 (46,09 %), pero la victoria de Trump en 30 estados lo llevaron a obtener los votos suficientes en el Colegio Electoral para ser electo presidente.
La vez anterior fue en 2000, cuando la cerrada elección del estado de la Florida forzó un recuento de votos y la intervención de la Corte Suprema que falló a favor del candidato del Partido Republicano George W. Bush. Bush obtuvo 271 votos electorales, a pesar de que el candidato del Partido Demócrata y exvicepresidente en el gobierno de Bill Clinton, Al Gore ganó la votación popular.
Bush logró 50 455 156 sufragios, equivalentes al 47 %, y Gore 50 992 335, o 48 %. Las otras oportunidades fueron las elecciones de 1876 y 1888.
La labor de los compromisarios consiste en validar la elección popular presidencial. El presidente de los Estados Unidos se elige en una asamblea formada por 538 electores. Esta cifra es igual a la suma de:
538 = 100 senadores + 435 representantes + 3 delegados de Washington D. C. que no tiene senadores pero si delegados.
En estas papeletas, cada candidato a presidente lleva adjunto el nombre de su vicepresidente y el partido al que pertenece. En cada estado gana el candidato que más votos tiene, pero estos votos no eligen de momento al presidente, sino que eligen el bloque a los compromisarios de esta opción política que irán después al colegio electoral. Como hay 538 compromisarios en total, un candidato necesita al menos 270 para ser elegido. Lo que se traduce a 269 (la mitad de 538) + 1 = 270 escaños para ser nombrado presidente de los Estados Unidos.

## Poder legislativo
Por otro lado está el poder legislativo, que está investido en el Congreso de los Estados Unidos, el cual se compone del Senado y la Cámara de Representantes.

### La Cámara de Representantes
La Cámara de Representantes está formada por miembros elegidos cada dos años. Esta elección funciona también por el sistema de mayorías y en cada circunscripción electoral el candidato que obtenga más votos será el único elegido. El número de representantes que tiene cada estado está en función del número de habitantes que tenga.
La Cámara de Representantes elige a su presidente, que ejercería la Presidencia de los Estados Unidos en caso de que el presidente y el vicepresidente de los Estados Unidos estuviesen imposibilitados. La Cámara elige también a sus demás funcionarios y tiene la facultad de formular acusaciones constitucionales contra cualquiera de los funcionarios civiles de la Unión.

### El Senado
El Senado de los Estados Unidos se compone de dos senadores por cada Estado, lo que arroja en la actualidad un total de cien senadores. El presidente de los Estados Unidos necesita el consejo y el consentimiento del Senado, por mayoría de dos tercios de los senadores presentes, para poder concluir acuerdos y tratados internacionales y para designar a las personas que proponga para cargos como los departamentos ejecutivos, las embajadas y consulados y los Tribunales de Justicia. Los senadores son elegidos para un mandato de seis años, renovándose un tercio de la Cámara cada dos años.
Para ser senador de los Estados Unidos de América se deben cumplir una serie de requisitos: ser mayor de treinta años, residir en el estado que representan y ser ciudadano de los Estados Unidos al menos durante los nueve años previos a su elección como senador.
El presidente del Senado es el vicepresidente de los Estados Unidos. En caso de ausencia o destitución, el Senado elige un presidente pro tempore. Por lo general el vicepresidente no preside el Senado, por lo que el presidente Pro Tempore del Senado se convierte en el presidente de facto del Senado de los Estados Unidos.

## Partidos políticos
Los principales partidos políticos son el Partido Republicano y el Partido Demócrata.
Los terceros partidos con escasa representación y limitada a algún territorio particular son el Partido de la Constitución, el Partido Libertario y el Partido Verde.
Existen muchos otros partidos menores, como el Partido de la Reforma, Partido Paz y Libertad, el Partido Socialista de los Trabajadores, el Partido de la Opción Personal, el Partido Write-Ins, el Partido Socialista, el Partido de la Prohibición y el Partido Centrista.

## Debate sobre la actualidad del sistema de elección
Debido a la particularidad del sistema electoral de Estados Unidos existen opiniones divergentes sobre la representatividad del sistema, la actualidad y pertinencia de su aplicación.

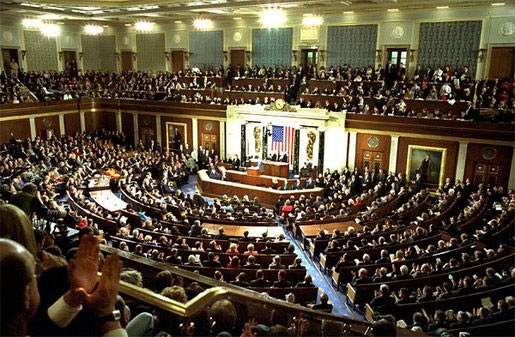
La Cámara de Representantes de los Estados Unidos durante una sesión.

Ambas cámaras deben aprobar un proyecto de ley para que este se convierta en ley, pero el presidente puede vetarlo o negarse a firmarlo. En ese caso, el Congreso reconsidera el proyecto de ley. Si dos terceras partes de los miembros de ambas cámaras lo aprueban, el proyecto de ley se convierte en Derechos) garantizan las libertades individuales: de religión, de reunión, de expresión, el derecho a un juicio justo, el respeto a la vivienda de cada uno. Las enmiendas posteriores narran la lucha de Estados Unidos por la igualdad la justicia para todo su pueblo. Estas enmiendas han abolido la esclavitud, prohíben cualquier negación de derechos debido a la raza, otorgan el voto a la mujer y los ciudadanos del Distrito de Columbia, y permiten a los ciudadanos votar a los dieciocho años.